# Quận Barry, Missouri
Quận Barry là một quận thuộc tiểu bang Missouri, Hoa Kỳ. Theo điều tra dân số năm 2000 của Cục điều tra dân số Hoa Kỳ, quận có dân số 34.010 người 2. Quận lỵ đóng ở Cassville 6

## Địa lý
Theo Cục điều tra dân số Hoa Kỳ, quận có tổng diện tích km2, trong đó có km2 là diện tích mặt nước.

## Thông tin nhân khẩu
Theo điều tra dân số 2 năm 2000, quận đã có dân số 34.010 người, 13.398 hộ gia đình, và 9.579 gia đình sống trong quận hạt. Mật độ dân số là 44 người trên một dặm vuông (17/km ²). Có 15.964 đơn vị nhà ở với mật độ trung bình 20 trên một dặm vuông (8/km ²). Cơ cấu dân tộc của cư dân sinh sống ở quận này bao gồm 94,09% người da trắng, 0,11% da đen hay Mỹ gốc Phi, 0,86% người Mỹ bản xứ, 0,27% châu Á, Thái Bình Dương 0,03%, 3,25% từ các chủng tộc khác, và 1,38% từ hai hoặc nhiều chủng tộc. 5,04% dân số là người Hispanic hay Latino thuộc một chủng tộc nào. 26,5% là của Mỹ, Đức 15,5%, 11,7% và 10,4% người gốc Anh gốc Ailen theo điều tra dân số năm 2000.
Có 13.398 hộ, trong đó 31,20% có trẻ em dưới 18 tuổi sống chung với họ, 59,30% là đôi vợ chồng sống với nhau, 8,40% có một chủ hộ nữ và không có chồng, và 28,50% là không lập gia đình. 24,70% hộ gia đình đã được tạo ra từ các cá nhân và 11,60% có người sống một mình 65 tuổi hoặc cao tuổi hơn. Cỡ hộ trung bình là 2,51 và cỡ gia đình trung bình là 2,98.
Trong quận này cơ cấu độ tuổi dân cư bao gồm 26,10% dưới độ tuổi 18, 7,80% 18-24, 26,10% 25-44, 23,90% từ 45 đến 64, và 16,10% từ 65 tuổi trở lên. Độ tuổi trung bình là 38 năm. Đối với mỗi 100 nữ có 98,30 nam giới. Đối với mỗi 100 nữ 18 tuổi trở lên, đã có 95,60 nam giới.
Thu nhập trung bình cho một hộ gia đình trong đã đạt mức USD 28.906, và thu nhập trung bình cho một gia đình là USD 34.043. Phái nam có thu nhập trung bình USD 25.381 so với 18.631 USD của phái nữ. Thu nhập bình quân đầu người là 14.980 USD. Có 11,80% gia đình và 16,60% dân số sống dưới mức nghèo khổ, bao gồm 23,50% những người dưới 18 tuổi và 11,90% của những người 65 tuổi hoặc hơn.